# 高景芝
高景之（1913年4月20日—1966年9月1日），又作高景芝，女，吉林省德惠县人。中国革命家，妇女青年事业活动家。文革受难者。

## 生平
1913年4月23日（一说4月20日）生于吉林省德惠县张家湾的一个封建地主家庭，在兄妹13人中排行第五。1927年考入吉林省立女子中学初中部。1930年考入天津南开女中（高中部）。1933年考入北平燕京大学新闻系，第二年转入国立清华大学。在校期间加入中华民族解放先锋队，并参加一二九青年爱国运动。1936年2月加入中国共产党，介绍人孙兰（韦毓梅）。1936年6月大学毕业后，到上海培明女子中学工作。1937年底，奉命赴南京参加國民政府軍事委員會在南京举办的战时青年服务训练班。1938年初南京沦陷后，随青训班撤退至江西南昌，经雷洁琼介绍，进入江西省妇女生活改进会（1939年9月改为江西省妇女指导处）工作。在赣东北的贵溪县等地进行妇女干部宣传培训。1939年1月回到南昌，创办《江西妇女》周刊，任主编。同年夏，在赣州举办第二期妇女干部训练班，任指导员。
1940年春，宋美龄在重庆举办中央妇女干部训练班，高景之等人被时任江西省政府主席熊式辉指定为江西妇女干部代表，去重庆接受培训。1940年培训结束后，历任桂林中山纪念学校中学部主任、校长。1941年3月皖南事变后被迫离开学校，经香港回到苏中解放区，担任苏中地委民运部调查科长。1942年3月8日，与同为共产党员的朱济凡结婚，共同创办栟茶中学。
第二次国共内战时期，赴东北工作，历任中共吉林市委宣传部长、吉北专员公署永北办事处副主任、中共吉林市委青委书记、中共吉林省委青委书记。1949年当选为团中央候补委员、全国妇女第一次代表大会代表、全国人民政治协商会议代表。1950年6月，任中共中央东北局青委常委兼学生工作部部长。1951年，任东北工学院党委书记兼马列主义教研室主任。1953年4月13日调到中国科学院金属研究所（金属所）任副所长兼党支部书记，23日改任金属所和土壤所东北分所筹备处党总支书记。1959年3月至1966年8月，任金属所党委书记，第一、二届所学术委员会委员。在与所长张沛霖的共同领导下，金属研究所的主要研究方向从传统钢铁工业转身为国防工业。1958年6月，和张沛霖赴苏联考察。
高景之是中共八大代表（1956年）、中共辽宁省第三届委员会委员。在文化大革命中遭受残酷打击迫害，1966年9月1日（一说8月31日深夜）含冤逝世。1978年6月，中国科学院金属研究所为高景之平反，并举行追悼会。

## 家庭
- 丈夫：朱济凡（1912年－1987年），林业专家，曾任中国科学院林业土壤研究所所长。
- 子女：朱克难、朱凯歌、朱其芳